# Resolució 427 del Consell de Seguretat de les Nacions Unides
La Resolució 427 del Consell de Seguretat de les Nacions Unides, fou aprovada el 3 de maig de 1978 després de considerar una carta del Secretari General de les Nacions Unides, el Consell va decidir augmentar la força de la UNIFIL de 4.000 a 6.000 efectius.
Tot i observar que Israel havia retirat algunes tropes del Líban, va demanar a Israel que completés la seva retirada sense més demora. La resolució va condemnar tots els atacs d'ambdues parts en la força de manteniment de la pau de la UNIFIL i va exigir el respecte de la força.
La resolució va ser aprovada per 12 vots contra cap; Txecoslovàquia i la Unió Soviètica es van abstenir mentre que la República Popular de la Xina no participava en la votació.